# Pentagonal plan molekylær geometri
I kemi er trigonal bipyramidal en molekylær geometri, med ét centralt atom i midten og fem ligander fordelt i et plan omkring centeratomet, der giver en samme som en femkant.
De eneste kendte eksempler på pentagonal plan er ionerne [XeF5]− (pentafluoroxenat(IV)) og [IF5]2− (pentafluoroiodat(III)), der begge bliver fremstillet fra pentagonal bipyramidale molekyle med to lonepair, der optager den atypske placering og de fem flouratomer alle sidder ækvatorialt.